# Quercus miyagii
Espèce
Synonymes
- Cyclobalanopsis miyagii (Koidz.) Kudô & Masam.[1]
- Cyclobalanopsis yayeyamensis (Koidz.) Kudô & Masam.[1]
- Quercus yayamensis Koidz.[1]

Quercus miyagii est une espèce de plantes à fleurs de la famille des Fagaceae, du genre Quercus et du sous-genre Cyclobalanopsis. C'est un chêne présent dans l'archipel Ryūkyū au Japon.